# Декандоль, Альфонс
Альфо́нс Луи́ Пьер Пирамю́ Декандо́ль (фр. Alphonse Louis Pierre Pyramus de Candolle, 1806—1893) — швейцарский ботаник и биогеограф. Сын и продолжатель дела Огюстена Пирама Декандоля; отец Казимира Декандоля.
Создатель одной из первых научных концепций о происхождении культурных растений (1883). Создатель первого кодекса ботанической номенклатуры (принятого Международным ботаническим конгрессом в 1867 году), который является прообразом нынешнего ICBN. Различия в географическом распространении растений объяснял не только экологическими факторами, но и историческими причинами — очертаниями материков в прежние геологические эпохи, климатическими условиями того времени и длительностью существования самих видов растений. Придерживался представлений о множественности центров происхождения растений.
Известен также своим исследованием религиозных устремлений иностранных членов Французской и Британской Академий наук во время Научной революции, которое выявило, что и в той и в другой Академии протестанты были представлены в большем числе, нежели католики. Иностранный член-корреспондент Петербургской академии наук (1858).

## Научный путь
Образование своё получил в Женеве. Сначала занимался юридическими науками и в 1829 году был уже доктором права, но довольно скоро обратился к изучению природы, присоединился к трудам знаменитого отца и унаследовал его кафедру в Женевском университете (1841).
Профессор естественной истории и директор ботанического сада Женевского университета (1835—1850).
В 1846 году он, однако же, оставил преподавательскую деятельность и до конца жизни трудился в науке. В делах своей страны он, впрочем, принимал большое участие и несколько раз был избираем в члены Женевского законодательного собрания.
Он продолжал издание «Prodromus systematis naturalis regni vegetabilis», начатое его отцом, привлекая для этого учёных всех стран, и довёл его до класса однодольных, присоединив восемь томов к восьми изданным его отцом. Затем сочинение это продолжалось и дополнялось им в пяти новых томах под заглавием «Monographiae Phaneroganorum» (1878—1883). Там было помещено несколько семейств однодольных, а некоторые двудольные обработаны вновь. Таким образом, отец, сын, а потом и внук создали, можно сказать, целый ботанический монумент, которому нет подобного в учёной литературе и который ещё на долгие времена будет служить основой всякому исследованию по систематике растений.
В этой работе Декандоль-младший явился главным образом редактором; но важнейшие его труды касаются географии растений, к изучению которой он имел особую склонность, обладая к тому же обширными знаниями по части других, соприкасающихся с его предметом наук.
Ещё в 1835 году издал он под названием «Instruction à l'étude de la botanique» руководство, в котором основательно излагается и география растений. Это сочинение, переведённое и на русский язык, долго служило, особенно в России, при преподавании в университетах.
Но капитальнейшим его сочинением следует считать вышедшее под заглавием «Géographie botanique raisonnée» (1855). В нём автор с помощью обширнейших и точных исследований старается установить законы и принципы распространения и распределения растений. В нём же помещено обширное исследование о происхождении культурных растений, вышедшее потом с дополнениями и исправлениями в отдельном издании («Origine des plantes cultivées», 1883). Оно переведено на русский язык Христофором Яковлевичем Гоби.
Развитием выводов, занесённых в «Géographie botanique», явились трактаты его о физиологических группах (фр. Groupes physiologiques) растений, получившие необыкновенно важное значение в новейшей науке. В 1867 году Декандоль предпринял попытку кодификации правил в ботанике, опубликовав «Законы ботанической номенклатуры». Кроме названных работ, Декандоль оставил ещё несколько, между которыми замечательно собрание разных статей общего содержания под названием «Histoires des savants et des sciences».
В 1889 году Лондонским Линнеевским обществом он был награждён медалью Линнея.
Скончался в глубокой старости в Женеве 4 апреля 1893 года.
Сын его, Казимир Декандоль (фр. Anne-Casimir-Pyramus), родился в 1836 году и ещё при жизни отца начал свои ботанические занятия, участвуя в его работах, а именно в монографиях явнобрачных.

## Печатные труды
- Candolle A. de. Monographie des campanulées. — Paris: Veuve Desray, 1830 (фр.)
- Candolle A. de. Géographie botanique raisonnée ou exposition des faits principaux et des lois concernant la distribution géographique des plantes de l’époque actuelle. — Paris: V. Masson; Genève: J. Kessman, 1855 (фр.)
- Декандоль А. География растений / Перевод с французского Андрея Николаевича Бекетова // Вестник Императорского Русского географического общества, 1856. Ч. 16: Ст. первая и вторая. С. 45-92, 161—208 ; ч. 17: Ст. третья. Ст. четвёртая и последняя. С. 121—166, 184—221
- Candolle A.L.P.P. de. On the causes which limit vegetable species towards the north, in Europe and similar regions // Annual Report of the Board of Regents of the Smithsonian Institute. 1859. For 1858. P. 237—245 (англ.)
- Candolle, Alphonse de. Lois de la nomenclature botanique adoptées par le Congrès international de botanique tenu à Paris en août 1867… Genève et Bale: H. Georg; Paris: J.-B. Baillière et fils, 1867 (фр.)
- Candolle A. de. Histoire des sciences et des savants depuis deux siècles. 1873 (фр.)
- Candolle A.L.P.P. de. Existe-t-il dans la végétation actuelle des caractères généraux et distinctifs qui permettraient de la reconnaître en tous pays si elle devenait fossile? — Paris, 1875[3] (фр.)
- Candolle A. de. La phytographie; ou, L’art de décrire les végétaux considérés sous différents points de vue. — Paris: G. Masson, 1880 (фр.)
- Candolle A. de. Origine des plantes cultivées. — Paris: G. Baillière et Cie, 1883 (фр.)
- Декандоль А. Местопроисхождение возделываемых растений / Перевод со 2-го французского издания с дополнениями по позднейшим источникам под редакцией Хр. Гоби. — СПб.: К. Риккер, 1885